# 아코번

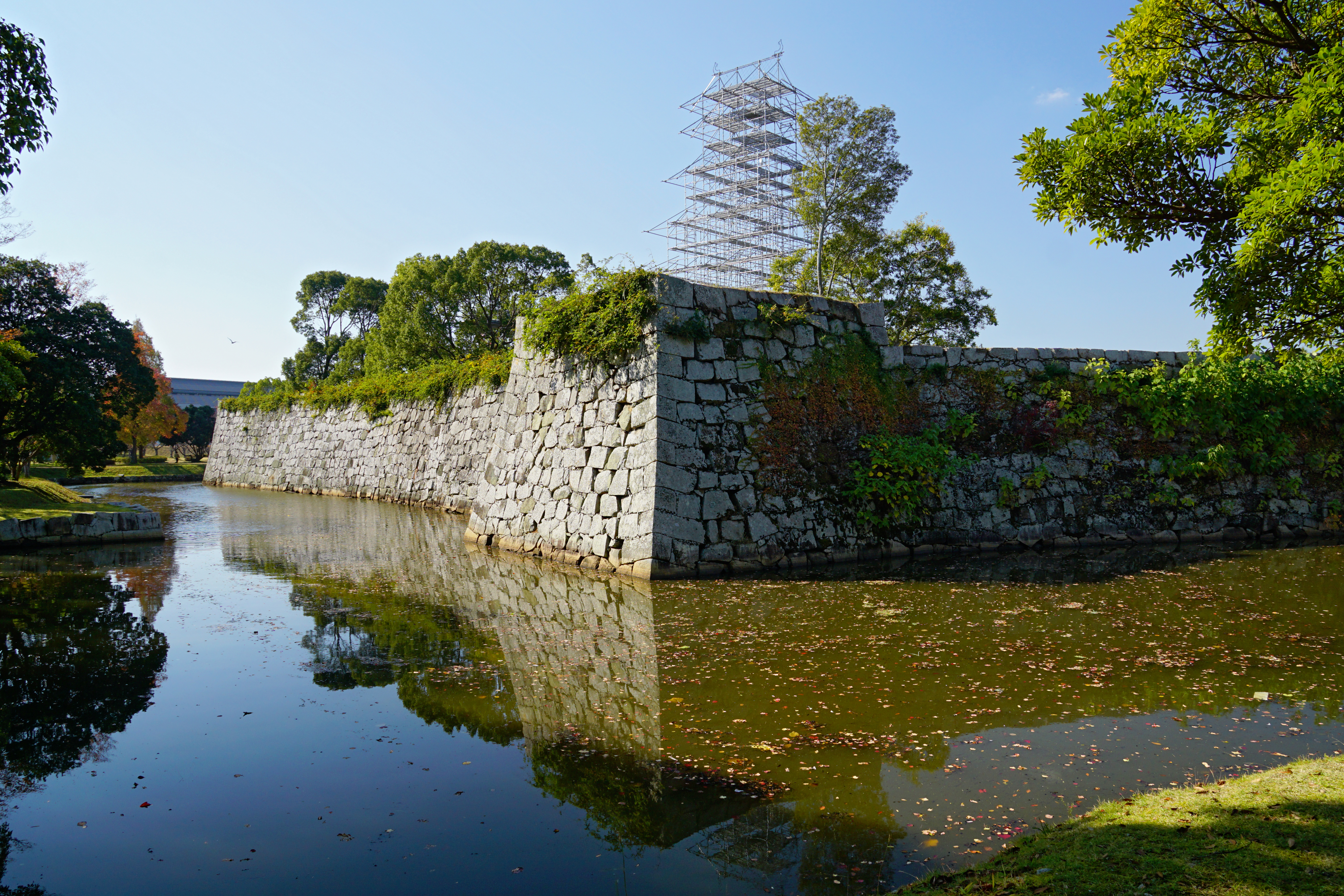
아코성

아코 번(일본어: 赤穗藩 아코한[*])은 일본 에도 시대 하리마국 아코군(지금의 효고현 아코시·아이오이시·가미고리정) 주변을 지배했던 번으로, 주신구라(忠臣蔵)의 전설로 유명하다. 번청은 아코성이다.

## 번의 역사
하리마 1국의 국주(国主)인 이케다 데루마사의 5남 이케다 마사쓰나는 겐나 원년 (1615년) 3만 5천 석을 분봉받았고, 이에 따라 아코 번이 세워졌다. 간에이 8년(1631년) 마사쓰나가 후사 없이 사망하면서, 사요군 히라후쿠번 2만 5천 석의 번주였던 이케다 데루오키가 상속을 인정받았다. 그러나 데루오키는 쇼호 2년(1645년) 갑자기 발광하여 정실과 시녀 수 명을 참살했기 때문에, 영지가 몰수되어 본가인 오카야마번주 이케다 미쓰마사에게 맡겨졌다.
그 해 대신 히타치국 가사마번으로부터 아사노 나가나오가 5만 3천 석으로 들어왔다. 나가나오는 고쿠다카의 실태에 맞지 않게 굉장한 아코성을 구 성터의 남쪽에 축성하였는데, 준공까지 13년이 걸렸다. 이어서 조카마치의 건설도 추진하였다. 전봉과 이와 같은 공사로 인해 재정은 악화되었다. 이케다 가문(池田氏)의 대부터 시작된 염전 개발을 장려하였고, 이를 정비하면서 소금을 아코의 특산품으로 삼았다. 이후 소금은 아카호의 특산품으로써 번의 재정을 지탱해 나가게 되었다(당시에는 「아카호 소금(赤穂塩)」이라는 통칭으로 불리고 있었다. 현재 현지 유적의 발굴로, 그 기원은 야요이 시대에까지 거슬러 올라간다고 하는 연구 결과도 있다).
2대 번주 아사노 나가토모는 간분 11년(1671년) 의형과 의제에게 각각 3천 5백 석과 새로 개간한 농지 3천 석을 분봉해 주었고, 이에 따라 고쿠다카는 5만 석이 되었다. 3대 번주 아사노 나가노리는 일본 역사상 가장 유명한 다이묘의 한 사람이다. 겐로쿠 14년(1701년), 에도성 내에서 하타모토 기라 요시히사(吉良義央)를 베어 부상을 입히고 할복하였기 때문에 아사노 가문의 영지는 몰수되었다. 그리고 그 이듬해의 겐로쿠 15년(1703년[1702년 아님]) 가신들에 의한 겐로쿠아코 사건(元禄赤穂事件)이 일어났다. 이 사건이 있었던 겐로쿠 14년(1701년), 아사노 가문을 대신하여 시모쓰케국 가라스야마번으로부터 나가이 나오히로가 3만 2천 석으로 들어왔다. 그러나 5년 후인 호에이 3년(1706년) 시나노국 이야마번으로 전봉되었다.
그해 빗추국 니시에바라번에서 모리 나가나오가 2만 석으로 들어왔다. 이후 모리 가문(森氏)은 폐번치현까지 12대 165년 동안 아코 번주로서는 가장 오랫동안 번을 지배하였다. 모리 가문의 지배 기간을 통해서 번의 재정은 곤궁해져 갔고, 시대가 지나서 악화 일로를 걸어가게 되었다. 이에 5대 번주 모리 다다히로는 재정 개혁을 단행하여, 번주 자신이 질소 검약을 행하였고 저축을 장려하였다. 이어서 염전 개발 및 양초의 원료가 되는 거먕옻나무의 식수 등 식산흥업에도 힘썼다. 그러나 재정의 재건은 마음대로 되지 않았다. 이에 10대 번주 모리 다다노리는 분카 6년(1809년) 드디어 소금을 전매제로 했다.
안세이 4년(1857년, 막말) 이후, 번정 개혁을 둘러싸고 보수파와 혁신파 간에 대립이 발생하면서 번 내부는 분열되었다. 이때 일부 혁신파 번사들이 탈번(脫藩)하여 조슈번으로 달아났다. 분큐 2년(1862년)에는 양이파가 보수파의 중신을 암살한 사건이 일어났고, 이후 번은 내부 여론이 분열된 상태에서 메이지 유신을 맞이하게 되었다. 메이지 4년(1871년)의 폐번치현으로 아코 현이 되었고, 그 후 히메지 현(姫路県)・시카마 현(飾磨県)을 거쳐 효고현에 편입되었다. 번주 가문이었던 모리 가문은 메이지 17년(1884년) 자작이 되어 화족의 반열에 올랐다.

## 역대 번주
이케다 가문
1. 이케다 마사쓰나(池田政綱) 재위 1615년 ~ 1631년
2. 이케다 데루오키(池田輝興) 재위 1631년 ~ 1645년

아사노 가문
1. 아사노 나가나오(浅野長直) 재위 1645년 ~ 1671년
2. 아사노 나가토모(浅野長友) 재위 1671년 ~ 1675년
3. 아사노 나가노리(浅野長矩) 재위 1675년 ~ 1701년

나가이 가문
1. 나가이 나오히로(永井直敬) 재위 1701년 ~ 1706년

모리 가문(森氏)
1. 모리 나가나오(森長直) 재위 1706년 ~ 1722년
2. 모리 나가타카(森長孝) 재위 1722년 ~ 1723년
3. 모리 나가나리(森長生) 재위 1723년 ~ 1731년
4. 모리 마사후사(森政房) 재위 1731년 ~ 1746년
5. 모리 다다히로(森忠洪) 재위 1747년 ~ 1769년
6. 모리 다다오키(森忠興) 재위 1769년 ~ 1780년
7. 모리 다다스케(森忠賛) 재위 1780년 ~ 1801년
8. 모리 다다아키라(森忠哲) 재위 1801년 ~ 1807년
9. 모리 다다타카(森忠敬) 재위 1807년 ~ 1824년
10. 모리 다다쓰라(森忠貫) 재위 1824년 ~ 1827년
11. 모리 다다노리(森忠徳) 재위 1827년 ~ 1862년
12. 모리 다다쓰네(森忠典) 재위 1862년 ~ 1868년
13. 모리 다다노리(森忠儀) 재위 1868년 ~ 1871년

## 같이 보기
- 폐번치현